# Henrik Stjernspetz (bankman)
Henrik Albin Stjernspetz, född den 25 december 1850 i Sandsjö socken, Jönköpings län, död den 3 oktober 1920 i Stockholm, var en svensk militär och bankman. Han var svärfar till Lennart Killander.
Stjernspetz blev underlöjtnant vid fortifikationen 1872, löjtnant där 1876 och vid Trängbataljonen 1885. Han befordrades till kapten sistnämnda år. Stjernspetz blev major 1893 och var chef för Norrlands trängbataljon 1893–1897. Han var styrelseledamot i aktiebolaget Stockholms tjänstemannasparkassa 1886–1896 och verkställande direktör där 1894–1896. Stjernspetz var styrelseledamot och verkställande direktör för aktiebolaget Nordiska kreditbanken 1896–1911. Han blev riddare av Svärdsorden 1892 och av Nordstjärneorden 1910. Stjernspetz vilar på Norra begravningsplatsen utanför Stockholm.